# 가와나카지마정
가와나카지마정(일본어: 川中島町)은 일본 나가노현 사라시나군에 있던 정이다. 현재의 나가노시에 해당한다.

## 역사
- 1956년 9월 30일 - 가와나카지마촌, 쇼와촌이 합병해 성립하였다.
- 1957년 4월 1일 - 사라시나군 시노노이정의 일부를 편입하였다.
- 1966년 10월 16일 - 구 나가노시, 시노노이시, 마쓰시로정, 고호쿠촌, 신코촌, 와카호정, 나니아이촌과 합병해 새로운 나가노시가 성립하여, 동일 가와나카지마정은 폐지되었다.

## 참고문헌
- 『市町村名変遷辞典』東京堂出版、1990年。